# Finnische Badmintonmeisterschaft 2021
Die Finnische Badmintonmeisterschaft 2021 fand vom 16. bis zum 19. September 2021 in Vantaa statt.

## Medaillengewinner
| Disziplin    | Gold                            | Silber                          | Bronze                       |
| ------------ | ------------------------------- | ------------------------------- | ---------------------------- |
| Herreneinzel | Joakim Oldorff                  | Eetu Heino                      | Kalle Koljonen               |
| Herreneinzel | Joakim Oldorff                  | Eetu Heino                      | Joonas Korhonen              |
| Dameneinzel  | Nella Nyqvist                   | Nella Siilasmaa                 | Pihla Mäkelä                 |
| Dameneinzel  | Nella Nyqvist                   | Nella Siilasmaa                 | Pegah Valijani               |
| Herrendoppel | Miika Lahtinen Jere Övermark    | Anton Kaisti Jesper Paul        | Teemu Lahtinen Eero Lauri    |
| Herrendoppel | Miika Lahtinen Jere Övermark    | Anton Kaisti Jesper Paul        | Tony Lindelöf Joakim Oldorff |
| Damendoppel  | Mathilda Lindholm Jenny Nyström | Jannica Monnberg Heidi Puro     | Sarah Asfar Elina Niiranen   |
| Damendoppel  | Mathilda Lindholm Jenny Nyström | Jannica Monnberg Heidi Puro     | Pihla Mäkelä Noora Nokkala   |
| Mixed        | Anton Kaisti Iina Suutarinen    | Julius von Pfaler Jenny Nyström | Eliel Melleri Nella Nyqvist  |
| Mixed        | Anton Kaisti Iina Suutarinen    | Julius von Pfaler Jenny Nyström | Tommi Saksa Linnea Vainula   |